# Célestin du Pont

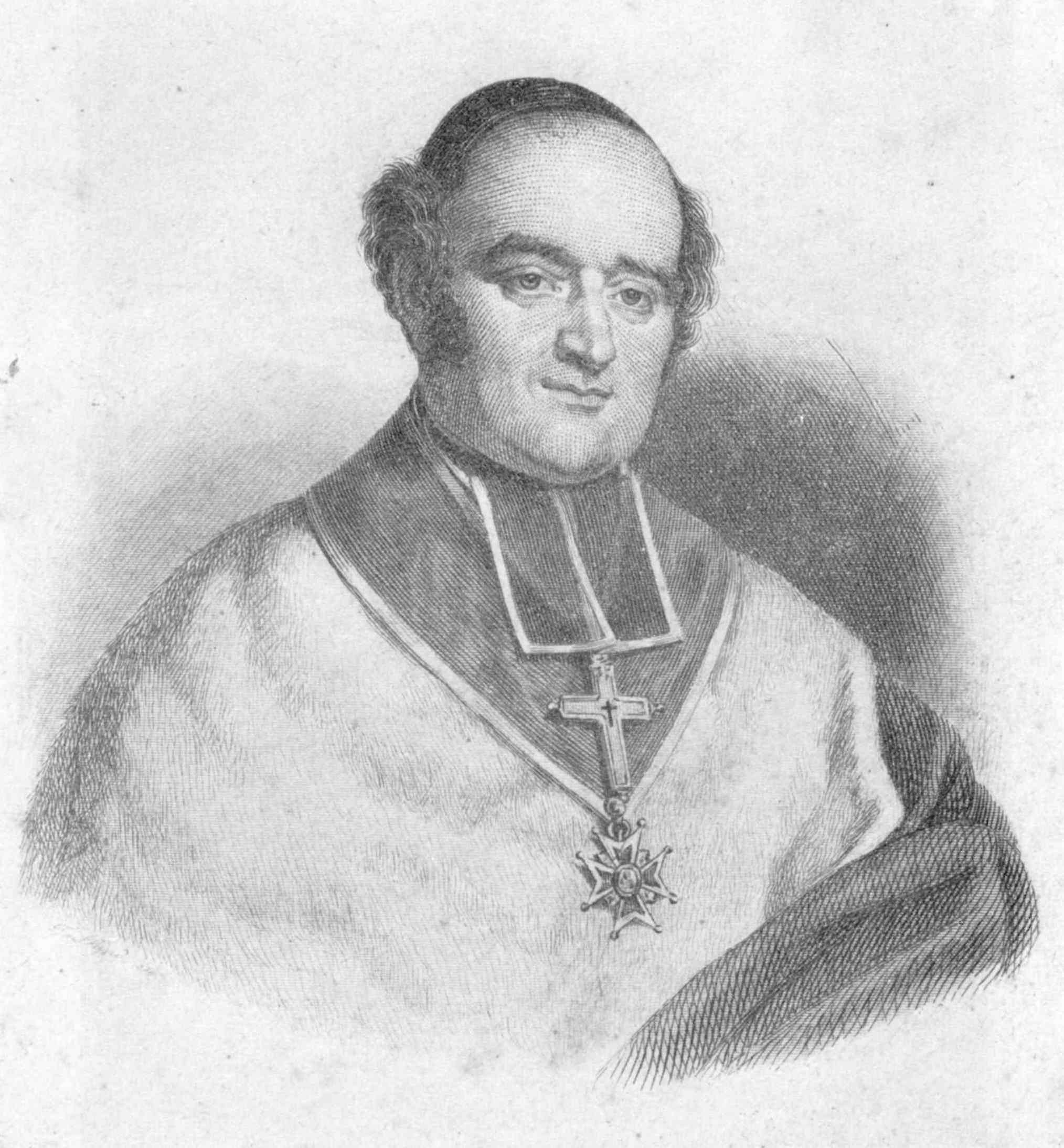
Jacques-Marie Antoine Célestin Kardinal Dupont

Kardinalswappen

Jacques-Marie-Antoine-Célestin Dupont, auch Jacques-Marie-Antoine-Célestin du Pont (* 1. Februar 1792 in Iglesias, Königreich Sardinien; † 26. Mai 1859 in Bourges) war ein aus Sardinien stammender französischer Kardinal.

## Leben
Er war das einzige Kind von Benoît Dupont und dessen Ehefrau Thérèse Siga. Er besuchte zunächst eine Schule in Italien und studierte dann an den Seminaren von Nizza und Lyon sowie an der Universität Turin, wo er zum Doctor iuris utriusque promoviert wurde. Die Weihe zum Subdiakon wurde ihm am 6. Januar 1813 in Lyon gespendet, er empfing am 2. Juli desselben Jahres die Diakonenweihe und am 24. September 1815 die Priesterweihe. Danach war er persönlicher Sekretär des Bischofs von Nizza. Im Erzbistum Sens wurde er am 2. November 1821 Kanoniker des Metropolitankapitels. Vom 4. Juni 1822 bis zum 10. Dezember 1829 war Dupont Archidiakon und Generalvikar im Erzbistum Sens. Als Konklavist begleitete er den Kardinal Anne-Louis-Henri de La Fare zum Konklave 1823, aus dem Leo XII. als Papst hervorging.
Papst Leo XII. berief ihn am 3. Mai 1824 zum Titularbischof von Samosata und Weihbischof in Sens. Die Bischofsweihe spendete ihm am 29. Juni desselben Jahres der Erzbischof von Sens, Anne-Louis-Henri Kardinal de La Fare; Mitkonsekratoren waren Mathias Le Groing de La Romagère, Bischof von Saint-Brieuc, und Jean-Baptiste Millaux, Bischof von Nevers. Am 23. Juni 1824 hatte Dupont die französische Staatsbürgerschaft angenommen. Er wurde am 5. Juli 1830 Bischof von Saint-Dié. Am 24. Juli 1835 wurde er zum Erzbischof von Avignon erhoben und am 24. Januar 1842 wurde er Erzbischof von Bourges.
Papst Pius IX. kreierte ihn im Konsistorium vom 11. Juni 1847 zum Kardinalpriester, den Kardinalshut und die Titelkirche Santa Maria del Popolo erhielt Dupont am 4. Oktober 1847.
Beigesetzt wurde Jacques-Marie-Antoine-Célestin Dupont 1859 in der Kathedrale von Bourges.